# Grande inondation de mélasse de Boston

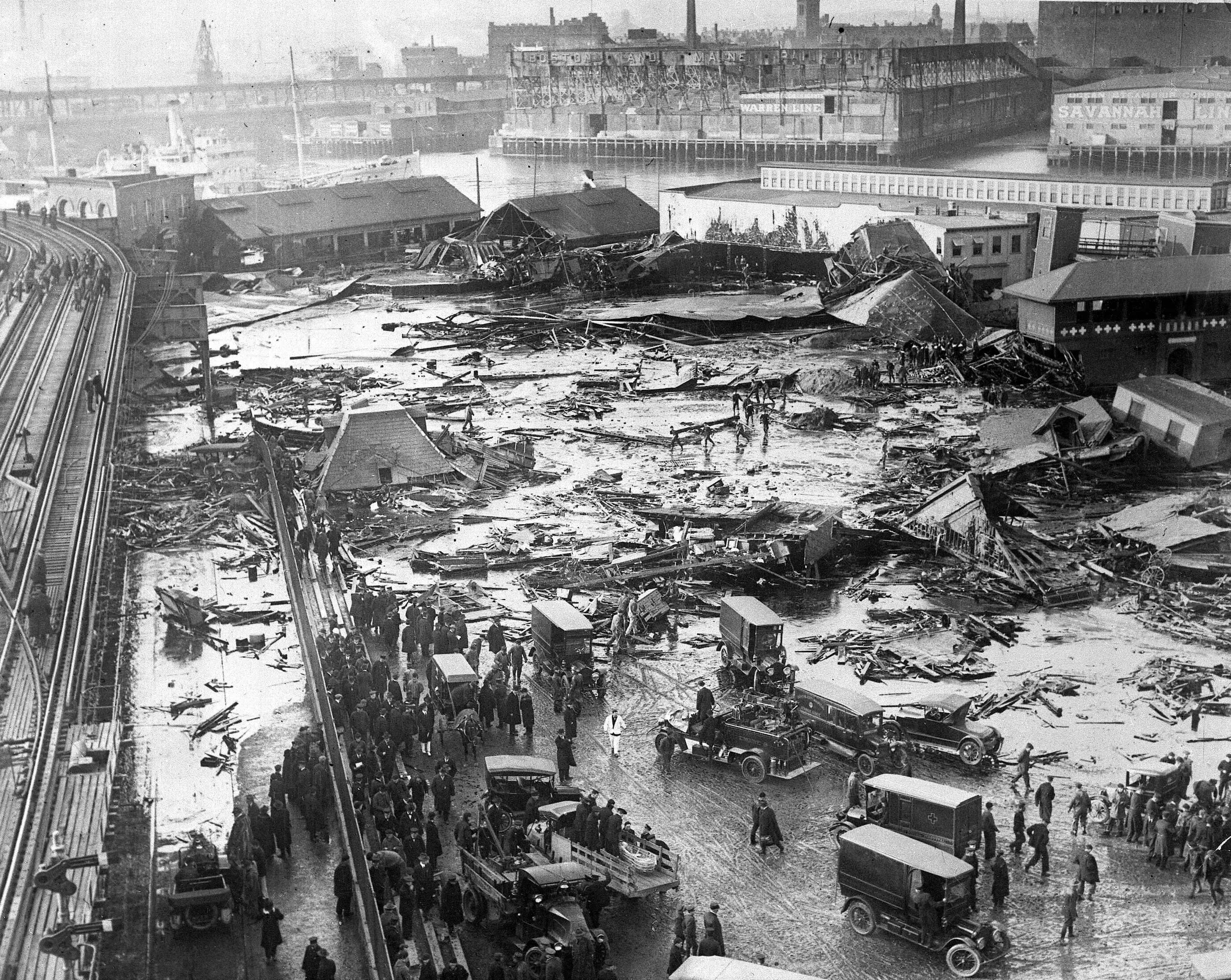
Vue du quartier après la vague de mélasse.

La grande inondation de mélasse de Boston (en anglais : Boston Molasses Disaster, Great Molasses Flood ou The Great Boston Molasses Tragedy) est une catastrophe industrielle qui eut lieu le 15 janvier 1919 dans le North End de Boston (Massachusetts, États-Unis).
Une grande citerne pleine de mélasse se rompit, causant un raz-de-marée de mélasse avançant à une vitesse estimée à 56 km/h, tuant 21 personnes et en blessant 150.

## Accident

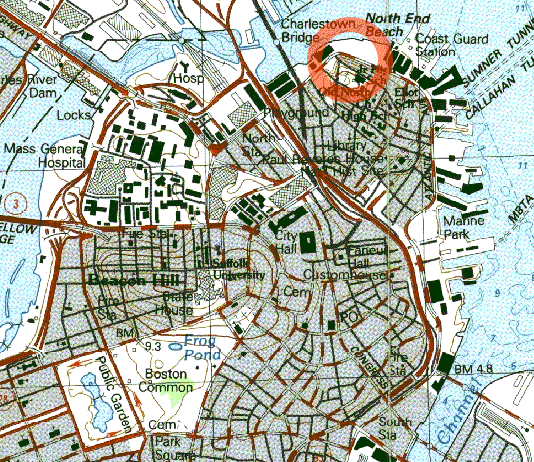
Emplacement du quartier impliqué sur une carte du centre-ville de Boston.

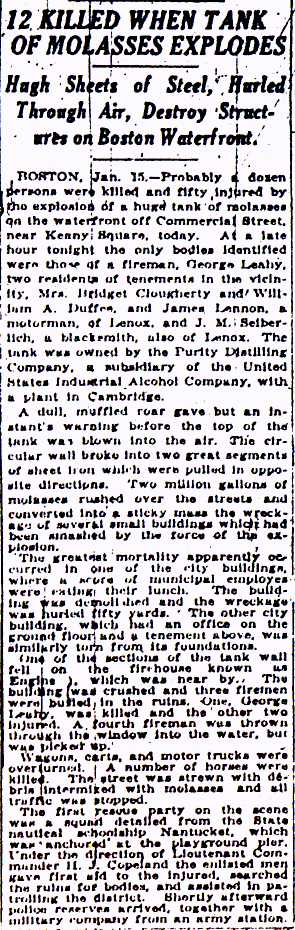
Article dans le New York Times.

Le désastre se produisit à la distillerie locale Purity Distilling Company le 15 janvier 1919, la veille de la ratification du XVIIIe amendement à la Constitution américaine (qui interdira la production d'alcool). Ce 15 janvier est exceptionnellement chaud pour l'hiver du Massachusetts. À l'époque, la mélasse est l'édulcorant le plus utilisé aux États-Unis. On peut aussi la faire fermenter pour produire de l'éthanol, utilisé à son tour dans la production de spiritueux, ainsi que dans la production des munitions. La mélasse attendait d'être transférée à l'usine située entre Willow Street et ce qui est aujourd'hui Evereteze Way (aujourd'hui à Cambridge).
Au 529 Commercial Street, une très grande citerne de mélasse, haute de 50 pieds (15 m) et de 90 pieds (27 m) de diamètre, pouvant contenir jusqu'à 8 700 000 litres de mélasse s'écroule. Des témoins diront plus tard qu'en s'écroulant, elle fit un bruit de mitrailleuse en raison de la rupture successive des rivets de la structure, et que la terre tremblait comme si un train passait.
L'écroulement entraîne une vague de mélasse mesurant entre 2,5  et   4,5 mètres de haut, avançant à 56 km/h et exerçant une pression de 200 kPa (soit 2 bars ou 2 fois la pression atmosphérique). Cette vague est suffisamment puissante pour rompre les poutres de la gare de la Boston Elevated Railway (en) sur Atlantic Avenue, en face de la citerne, et soulever un train des rails. Près de là, des édifices sont arrachés de leurs fondations et abattus. Plusieurs pâtés de maisons sont inondés d'une couche de mélasse mesurant de 60  à   90 cm.

« La mélasse, à la hauteur des hanches, recouvrait la rue, remuait et bouillonnait autour des épaves. Çà et là se débattait une forme - animale ou humaine, impossible de savoir. Seulement une grande agitation, une commotion, montrait où il y avait de la vie… Les chevaux mouraient comme les mouches sur les tue-mouches. Plus ils se débattaient, plus ils s'y enfonçaient. Les humains - hommes et femmes - souffraient de même. »

Le Boston Globe précise que certaines personnes « furent déportées par le fort déplacement d'air. » D'autres sont frappées par des débris emportés par le vent, un vent à l'odeur plutôt sucrée. Un camion est soulevé et jeté dans le port de Boston.
Finalement, environ 150 personnes seront blessées et 21 tuées, ainsi que quelques chevaux. Certaines furent écrasées et d'autres s'étouffèrent dans la mélasse. Il y eut des blessés parmi les chevaux et les chiens ; la toux devient vite un problème majeur après l'événement.

« Anthony Di Stasio, rentrant chez lui après sa journée à l'école Michelangelo en marchant avec ses sœurs, est soulevé et emporté à la surface de la vague comme s'il surfait, puis il s'affaisse et la mélasse lui passe au-dessus et le tourne comme un caillou pendant que la vague diminue. Il entend sa mère l'appeler, mais il ne peut pas répondre, la gorge pleine de cette substance étouffante. Il perd connaissance, et quand il ouvre les yeux, trois de ses sœurs sont penchées sur lui. (Une de ses sœurs a été tuée). On l'a retrouvé recouvert d'un drap, parmi les morts, sur un sol jonché de corps. »

## Mobilisation

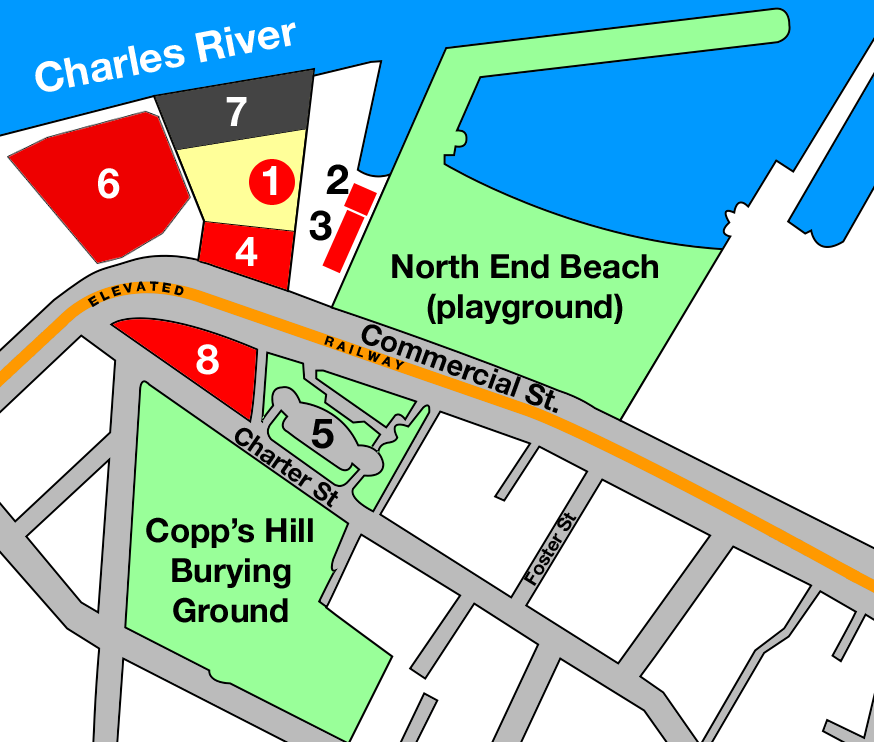
Plan du quartier
1 Citerne
2 Caserne de pompiers (très endommagée)
3 Caserne de police
4 Bureaux de la Purity Distilling (complètemement détruits)
5 Copp's Hill Terrace
6 Édifice de la Boston Gas (endommagé)
7 Entrepôt de la Purity Distilling (presque intact)
8 Zone résidentielle (très endommagée)

Les premiers à arriver sur les lieux du drame sont 116 marins du navire-école USS Nantucket de la Massachusetts Maritime Academy (en), amarré à proximité. Arrivés sur le site, ils essaient d'éviter que les curieux ne gênent la tâche des secouristes, ou entrent dans la mélasse poisseuse pour essayer d'en sortir les survivants. Peu après arrivent les policiers de Boston, des secouristes de la Croix-Rouge, et des troupes de l'Army et de la Navy. Certaines infirmières de la Croix-Rouge s'immergent dans la mélasse tandis que d'autres s'occupent des blessés, les maintenant au chaud et leur donnant du café chaud, ainsi que des repas aux sauveteurs fatigués. Beaucoup de ces bénévoles travaillent toute la nuit. Les blessés sont si nombreux que les docteurs et chirurgiens créent un hôpital provisoire dans un édifice proche. Les sauveteurs trouvent très difficile d'avancer dans la mélasse pour aider les victimes ; ils arrêtent leurs efforts au quatrième jour. Beaucoup de cadavres demeurèrent inidentifiables. Deux victimes disparues seront retrouvées mortes au quatrième jour.

## Remise en état
Plus de 87 000 heures de travail sont nécessaires pour retirer la mélasse. L'eau du port reste brune jusqu'à l'été. Les habitants du quartier font un recours collectif, l'un des premiers du Massachusetts, contre l’United States Alcohol Company, qui avait acheté la Purity Distilling en 1917. Malgré les efforts de l'entreprise pour faire croire que la citerne avait été plastiquée par des anarchistes (parce qu'une partie de l'alcool concerné allait être utilisée pour fabriquer des munitions), elle paya 600 000 $ par un accord à l'amiable.
L’United States Alcohol Company ne reconstruisit pas la citerne. La propriété devint plus tard une partie du réseau du Boston Elevated Railway (prédécesseur du métro de Boston) et est aujourd'hui un terrain de baseball municipal.
On a dit que l'odeur de mélasse persista pendant plusieurs années. Dans les années 1980, des résidents affirmaient même que lors des jours les plus chauds de l'année, on pouvait sentir un relent de mélasse.

## Causes
La cause de l'accident n'est pas connue, mais l'entreprise fut déclarée coupable et paya des dommages,.
Il est probable que plusieurs facteurs contribuèrent à l'accident : la citerne était mal construite et insuffisamment testée ; la fermentation aurait augmenté le volume de dioxyde de carbone, et donc la pression dans la citerne. L'augmentation de la température locale le jour précédent aurait aidé à l'augmentation de la pression. La température s'était élevée de −17 à 4 °C.
L'écroulement de la structure démarra de l'ouverture à la base de la citerne utilisée pour y entrer quand celle-ci était vide, et il est possible qu'une fissure y ait grandi jusqu'à ce que la structure entière cède. Les contraintes structurelles sont les plus fortes à la base des citernes cylindriques. Cette citerne n'avait été pleine que huit fois depuis sa fabrication, plusieurs années auparavant, mettant les parois sous pression cyclique.
Une enquête menée après le désastre démontra qu'Arthur Jell, qui s'occupa de la construction de la citerne, négligea les tests élémentaires, dont celui de remplir la citerne d'eau pour repérer les fuites. Remplie de mélasse, la citerne avait tellement de fuites qu'elle fut peinte en brun pour les dissimuler et que les résidents des alentours allaient y prélever de quoi faire leur cuisine.
Se basant sur le contexte de l'accident, certains prétendent que la citerne aurait été remplie au maximum pour que l'entreprise puisse produire le plus d'éthanol possible avant l'instauration de la prohibition. Toutefois, ces théories sont fausses parce que le XVIIIe amendement ne devint loi que plus d'une année plus tard, et le Volstead Act n'interdisait pas la production d'alcool industriel.

## Dans la culture populaire

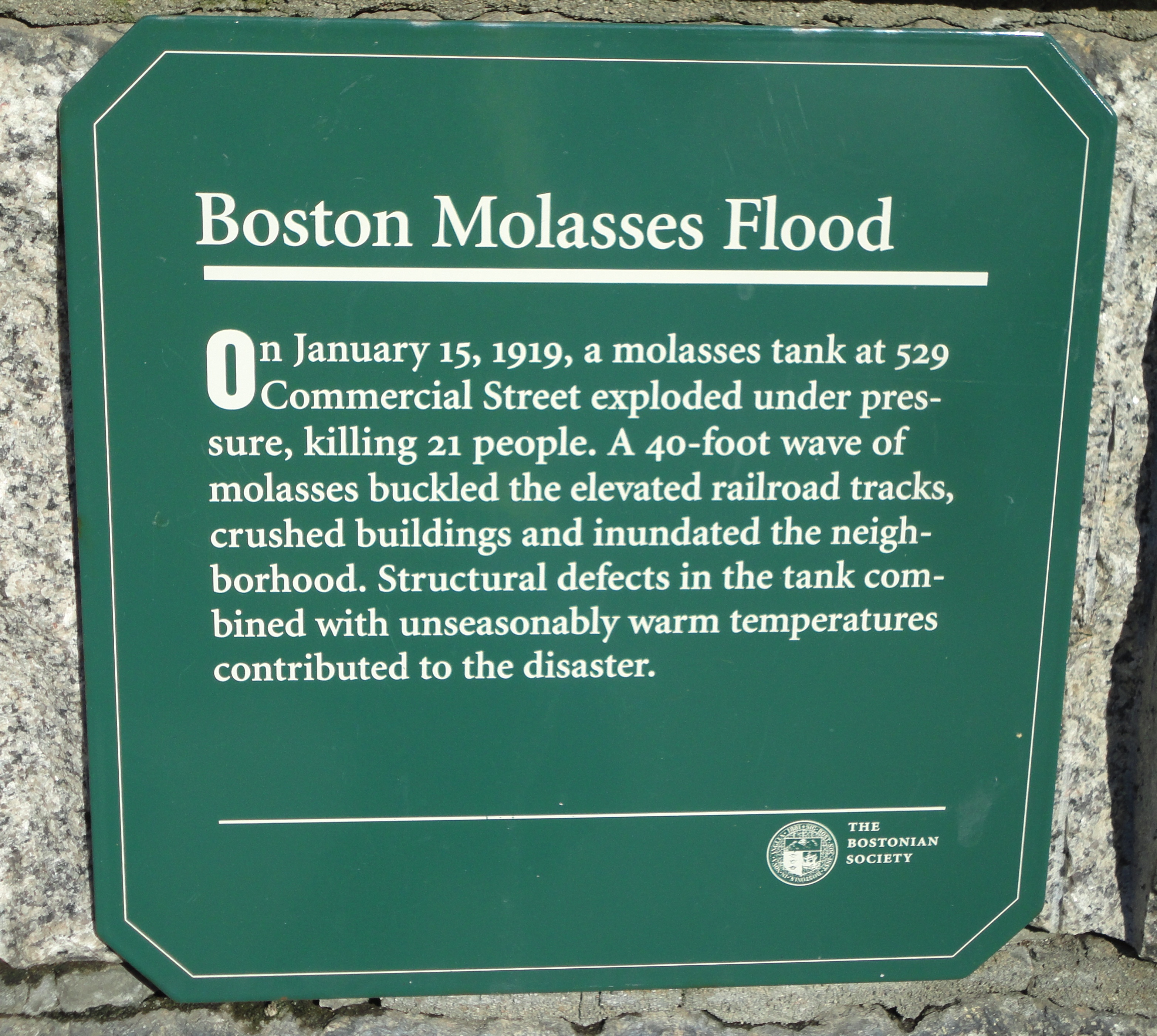
Plaque commémorative.

L'événement fait partie du folklore du quartier ; dans les années 1980, des résidents prétendaient même que, quand il faisait très chaud en été, on pouvait encore sentir l'odeur de mélasse.
Le désastre est évoqué dans l'intrigue du roman Un pays à l'aube de Dennis Lehane.
La Mort noire, tome 1 de la bande dessinée Shelton & Felter de Jacques Lamontagne, aborde aussi cette tragédie.